# Set ànimes
Set ànimes (títol origina en anglès: Seven Pounds) és una pel·lícula estatunidenca dirigida l'any 2008 per Gabriele Muccino.

## Argument
Un enginyer que es fa passar per agent d'hisenda està deprimit i turmentat per un error del passat que va durar set segons i que va provocar la mort de la seva dona i de sis persones més. Ben intentarà compensar aquest error ajudant els altres, però quan troba Emily, una dona amb una malaltia de cor, s'enamora d'ella i els seus projectes es compliquen, però poden arribar fins a les darreres conseqüències.

## Repartiment
- Will Smith: Ben Thomas
- Rosario Dawson: Emily Posa
- Woody Harrelson: Ezra Turner
- Michael Ealy: Ben Thomas
- Barry Pepper: Dan
- Elpidia Carrillo: Connie Tepos
- Robinne Lee: Sarah Jenson
- Joe Nunez: Larry (gestora del motel)
- Bill Smitrovich: George Ristuccia
- Tim Kelleher: Stewart Goodman
- Gina Hecht: Doctora Briar
- Andy Milder: Doctor di George
- Judyann Elder: Holly Apelgren
- Sarah Jane Morris: Susan